# Vicia ternata
Vicia ternata är en ärtväxtart som beskrevs av Z.D.Xia. Vicia ternata ingår i släktet vickrar, och familjen ärtväxter. Inga underarter finns listade i Catalogue of Life.